# أقواس الامتياز
في أمن الحاسوب، يعد وضع أقواس الامتياز زيادة مؤقتة في امتياز البرنامج ضمن عملية لأداء وظيفة معينة، بافتراض تلك الامتيازات الضرورية في آخر لحظة ممكنة ورفضها في أقرب وقت لم يعد ضروريًا تمامًا، وبالتالي تجنب التداعيات من التعليمات البرمجية الخاطئة التي يستغل عن غير قصد امتيازات أكثر مما يستحق. إنه مثال على استخدام مبدأ الامتياز الأقل في البرمجة الدفاعية .
يجب تمييزه عن فصل الامتيازات، وهو إجراء أمني أكثر فاعلية يفصل الأجزاء المميزة من النظام عن الأجزاء غير المتميزة من خلال وضعها في عمليات مختلفة، بدلاً من التبديل بينها في عملية واحدة.
من الأمثلة المعروفة لتصنيف الامتياز في ابونتو دبيان/ أوبونتو: استخدام أداة 'sudo' للحصول مؤقتًا على امتيازات الجذر'root' لتنفيذ أمر إداري.
في ويندوز يوجد واجهة باورشيل وهو يقوم باوامر الإدارة لمسؤولي النظام